# Кишангандж
Кишангандж (англ. Kishanganj, хинди किशनगंज) — город в северо-восточной части штата Бихар, Индия. Административный центр округа Кишангандж.

## География
Абсолютная высота — 54 метра над уровнем моря. Расположен примерно в 250 км к востоку от административного центра штата, города Патна.

## Население
По данным на 2013 год численность населения составляет 116 589 человек. По данным переписи 2011 года население насчитывало 107 076 человек (55 688 мужчин и 51 388 женщин). Средний уровень грамотности составлял 74,71 % (79,84 % среди мужчин и 69,13 % среди женщин). Местное население говорит на бихарском языке сурджапури; широко распространены также хинди, бенгали и урду. Более половины населения Кишанганджа составляют мусульмане.
Динамика численности населения города по годам:
| 1991   | 2001   | 2013    |
| ------ | ------ | ------- |
| 64 568 | 85 590 | 116 589 |

## Транспорт
Через Кишангандж проходит национальное шоссе № 31. Имеется железнодорожное сообщение.